# Krzysztof Popczyński
Krzysztof Popczyński (ur. 8 marca 1969 w Krakowie) – polski piłkarz, występował na pozycji pomocnika, po zakończeniu kariery zawodniczej trener piłkarski.

## Życiorys

### Kariera klubowa
Wychowanek Borku Kraków, grał także w Garbarni Kraków, Hutniku Kraków w I lidze (139 występów, 19 bramek), Kirunie FF (Szwecja), Panioniosie GSS (Grecja), a potem ponownie w Borku Kraków i Esbjerg fB. Od 1998 roku na Wyspach Owczych, jako piłkarz grał tam w VB Vágur, GÍ Gøta, HB Tórshavn i TB Tvøroyri (z VB Vágur zdobył mistrzostwo, z GÍ Gøta puchar kraju).

### Kariera trenerska
Po zakończeniu kariery piłkarskiej został trenerem Vágs Bóltfelag. Następnie szkoleniowiec klubów: GÍ Gøta, Havnar Bóltfelag, Tvøroyrar Bóltfelag, Aarhus Fremad, FC Djursland i Horsens Freja.
12 grudnia 2018 duński klub Kjellerup IF z 2. division poinformował o zatrudnieniu Popczyńskiego na stanowisko trenera.